# وست مرسی
latitudeوست مرسیlongitudeوست مرسی
وست مرسی (به انگلیسی: West Mersea) یک شهرک در بریتانیا است که در اسکس واقع شده‌است.

## خصوصیات
وست مرسی ۷٬۰۰۰ نفر جمعیت دارد.